# Saint-Pardoux-la-Rivière
Saint-Pardoux-la-Rivière – miejscowość i gmina we Francji, w regionie Nowa Akwitania, w departamencie Dordogne.
Według danych na rok 1990 gminę zamieszkiwały 1174 osoby, a gęstość zaludnienia wynosiła 49 osób/km² (wśród 2290 gmin Akwitanii Saint-Pardoux-la-Rivière plasuje się na 370. miejscu pod względem liczby ludności, natomiast pod względem powierzchni na miejscu 403.).